# 楊博涵
楊 博涵（よう はくかん、ヤン・ポーハン、英語: Yang Po-han、1994年3月13日 - ）は、台湾の男子バドミントン選手。

## 経歴
2016年から約8年間、盧敬堯とペアを組む。
2022年のフランス・オープンでは、1回戦で世界ランク2位のマルクス・フェルナルディ・ギデオン / ケビン・サンジャヤ・スカムルジョを破るなどして、銅メダルを獲得した。
同年のハイロ・オープンでは、準決勝で世界ランク7位のキム・アストルプ / アンダース・スカールプ・ラスムセンを破り、決勝で同胞ペアを破って優勝した。初のBWFワールドツアータイトル獲得となった。
2024年6月に盧敬堯とのペアを解散し、劉廣珩とペアを組む。